# 오바타 다케시
오바타 다케시(小畑 健, 1969년 2월 11일 ~ )는 일본의 만화가 및 일러스트레이터이다. 니가타현 니가타시 출신. 혈액형은 AB형. 유일하게 오바 쓰구미와 접선할 수 있는 사람.
1985년 《500광년의 신화》로 데즈카 상 준입선. 고등학교 2학년 때(1986년) 투고한 《사이보그 할아버지 G》로 1989년 연재 데뷔하였다. 그 다음부터는 주로 스토리작가와 같이 작업한다. 대표작으로는 《고스트 바둑왕》, 《데스노트》 등이 있다. 2000년 《고스트 바둑왕》으로 제45회 소학관 만화상, 2003년에는 제7회 데즈카 오사무 문화상 신생상을 받았다.

## 개요
니가타 현립 니가타 히가시 고등학교 졸업. 1985년 《500광년의 신화》로 제30회 데즈카 상에 준입선하였다. 17세에 데뷔하여 고등학생 시절부터 그림을 잘 그린다는 이야기를 편집자로부터 자주 들었다고 한다. 또한 준입선했을 때의 상금은 고등학교 친구들과 전부 써버렸다고 한다. 만화가 쓰키바라 류지, 니와노 마코토 문하에서 어시스턴트 경험을 쌓은 후(당시 니와노 마코토가 ‘어린데도 그림을 매우 잘 그린다’며 칭찬했다고 한다), 1989년에는 이윽고 《주간 소년 점프》에서 개그만화인 《사이보그 할아버지G》를 연재하며 데뷔하였다. 데뷔 당시에는 히시가타 시게루(土方 茂)라는 필명을 사용하였다. 1991년 《마인모험담 램프램프》 연재때부터 오바타 다케시로 개명하여 이후부터는 주로 스토리 작가와 합작한다. 이후 작품인 《고스트 바둑왕》(1998년 ~ 2003년, 글 홋타 유미), 《데스노트》(2003년 ~ 2006년, 글 오바 쓰구미), 《바쿠만》(2008년 ~ 2012년, 글 오바 쓰구미)은 인기에 힘입어 전부 TV 애니메이션으로 제작되었다.
그림 그리는 속도가 매우 빠르며, 주간 연재와 다양한 일러스트 활동을 병행하고 있다. 2005년에는 게임 《의경기》의 캐릭터 디자인을 담당하였다. 2006년 《데스노트》의 실사영화에 따른 영화삽입곡 CD재킷 일러스트도 그린 바 있다. 2007년에는 다자이 오사무의 소설 《인간 실격》(슈에이샤 문고)의 표지 일러스트를 담당하여 고전작품치고는 높은 매출을 기록했다.
담당 연재만화의 특징으로는 《인형조종사 사콘》부터 《BLUE DRAGON 라르그라드》에 이르는 모든 작품이 주인공 소년과 비인간존재가 조합된 인물설정을 한다는 점을 들 수 있다. 《고스트 바둑왕》 이후부터는 만화가, 일러스트레이터라는 호칭 외에 화가라고 불리기도 한다. 좋아하는 영화는 《엑소시스트》라고 한다.